# Red Sparowes
Red Sparowes es una banda de post-rock de los Ángeles que comprende a antiguos y actuales miembros de las siguientes bandas Isis, Marriages, The Nocturnes, Halifax Pier, Angel Hair y Pleasure Forever. Su sonido es característico del rock experimental.

## Integrantes

### Formación actual
- Bryant Clifford Meyer - guitarra (miembro de Palms, ex-Isis)
- Andy Arahood - guitarra, bajo (miembro de Angel Hair)
- Greg Burns - bajo, pedal steel guitar (miembro de Marriages y Halifax Pier)
- David Clifford - batería (miembro de  Pleasure Forever y The VSS)
- Emma Ruth Rundle - guitarra (miembro de Marriages y The Nocturnes)

### Exintegrantes
- Josh Graham - guitarra (miembro de Neurosis, Battle of Mice y A Storm of Light)
- Jeff Caxide - guitarra, bajo (miembro de Palms, ex-Isis)
- Dana Berkowitz - batería
- Brendan Tobin - guitarra (miembro de Made Out of Babies)

## Discografía

### Álbumes de estudio
| Título                                                  | Lanzamiento              | Formato  | Discográfica                     |
| "At the Soundless Dawn"                                 | 22 de febrero de 2005    | CD, 2xLP | Neurot Recordings                |
| "Every Red Heart Shines Toward the Red Sun"             | 19 de septiembre de 2006 | CD, 2xLP | Neurot Recordings Robotic Empire |
| "The Fear Is Excruciating, but Therein Lies the Answer" | 6 de abril de 2010       | CD, LP   | Sargent House                    |

### Recopilaciones
| Título                                                | Lanzamiento         | Formato                                | Discográfica      |
| "Demo"                                                | 2004                | CD                                     | Demostración      |
| "Split sin titulo" split con Gregor Samsa             | 2005                | 12" (2005) CD (2006)                   | Robotic Empire    |
| "Triad" split con Made Out of Babies y Battle of Mice | 2006                | CD, 3x7                                | Neurot Recordings |
| "Black Tar Prophecies Vol. 1" split con Grails        | 2006                | 12"                                    | Robotic Empire    |
| "Oh Lord, God of Vengeance, Show Yourself!" (Live)    | 2006                | CD                                     | Neurot Recordings |
| "Aphorisms"                                           | 1 de agosto de 2008 | Descarga Digital (2008) 12-inch (2009) | Sargent House     |